# آندوکاردیت ترومبوتیک غیر باکتریایی
آندوکاردیت ترومبوتیک غیر باکتریایی (NBTE) یک نوع آندوکاردیت است که در آن وجیتیشن (vegetation)های استریل کوچک بر روی لت‌های دریچه قرار می‌گیرند. آندوکاردیت مارانتیک (marantic endocarditis) که قبلاً به نامِ یونانیِ marantikos شناخته می شد، به معنای "از بین رفتن" است.اصطلاح "آندوکاردیت مارانتیک" هنوز هم گاهی مورد استفاده قرار می‌گیرد تا تأکید کند بر ارتباط آن با وضعیت هدر رفتن مانند سرطان.

## عوامل خطر
وجتیشن‌های مارانتیک (Marantic vegetations) اغلب با تب روماتیسمی قبلی همراه هستند.
سایر عوامل خطر عبارتند از:
- حالت افزایش انعقادپذیری (hypercoagulable states)
- سرطان‌های بدخیم به ویژه آدنوکارسینوما تولیدکننده موسین (اغلب در همراهی با آدنوکارسینوم‌های پانکراس)
- لوپوس اریتماتوی سیستمیک: به عنوان آندوکاردیت لیبمن ساکس
- تروما (به عنوان مثال کاتتر)

### تمایل به دریچه
این بیماری با ترتیب تمایل (اولویت) زیر بر دریچه‌ها اثر می گذارد: دریچه میترال> دریچه آئورت> دریچه تریکوسپید> دریچه ریوی 

## هیستوپاتولوژی
به‌طور گسترده(ماکروسکوپیک)، وجتیشن‌ها در امتداد خطوط بسته شدن دریچه تشکیل شده و عموماً با یک بافت صاف یا وروکویید (warty) متقارن است. از نظر بافت شناسی، ضایعات از فیبرین  و پلاکت تشکیل شده‌است اما بر خلاف علل باکتریال شواهد کمی از پلی مورفونوکلئرها(PMN)، میکروارگانیسم ها و یا التهاب وجود دارد.

## تشخیص
به دلیل طبیعت غیر تهاجمی NBTE، در معاینه بالینی ممکن است سوفل تازه‌ای آشکار بشود یا نشود.
یک سکته مغزی آمبولیک ممکن است اولین نشانه تشخیصی NBTE باشد. یک اکوکاردیوگرافی ممکن است برای ارزیابی بیشتر ضایعات دریچه مورد استفاده قرار گیرد.